# Taiyō (tàu sân bay Nhật)
Taiyō (tiếng Nhật: 大鷹; phiên âm Hán-Việt: Đại ưng) là một tàu sân bay hộ tống, là chiếc dẫn đầu trong lớp của nó, và được Hải quân Đế quốc Nhật Bản sử dụng trong Chiến tranh Thế giới thứ hai. Nó bị tàu ngầm Mỹ đánh chìm tại vùng biển ngoài khơi Philippines vào năm 1944.

## Thiết kế và chế tạo
Chiếc tàu biển chở hàng khách Kasuga Maru (春日丸) trọng tải 17.100 tấn của hãng tàu Nippon Yusen được đặt lườn tại xưởng đóng tàu Mitsubishi ở Nagasaki vào tháng 1 năm 1940 và được hạ thủy vào tháng 9 cùng năm. Vào tháng 2 năm 1941, trước khi được hoàn tất như một tàu chở hành khách, Kasuga Maru bị trưng dụng để chuyên chở binh lính và hàng tiếp liệu cho quân đội.
Sau khi hoàn thành một số chuyến đi, Hải quân Nhật quyết định cải biến nó thành một tàu sân bay hộ tống. Việc cải biến được tiến hành tại xưởng hải quân ở Sasebo từ tháng 5 đến tháng 9 năm 1941. Sàn đáp của nó có kích thước 150 x 23 m và được trang bị hai thang nâng. Do không được trang bị bất kỳ một đảo cấu trúc thượng tầng, máy phóng hay dây hãm nào, Kasuga Maru được xếp loại như một tàu chiến phụ trợ. Ngày 31 tháng 8 năm 1942, nó được đổi tên thành Taiyō và xếp loại thành một tàu chiến.

## Lịch sử hoạt động
Taiyō được sử dụng chủ yếu cho nhiệm vụ huấn luyện bay và vận chuyển máy bay. Trong quá trình hoạt động, hệ thống vũ khí phòng không của nó đã được nâng cấp nhiều đợt. Nhiều lần nó đã bị các tàu ngầm Mỹ phóng ngư lôi trúng: lần thứ nhất vào ngày 28 tháng 9 năm 1942 ở phía Nam Truk bởi chiếc USS Trout; lần thứ hai vào ngày 9 tháng 4 năm 1943 bởi chiếc USS Tunny; và một lần khác vào ngày 24 tháng 9 năm 1943 bởi chiếc USS Cabrilla. Sau mỗi lần đó, chiếc tàu sân bay được sửa chữa rồi lại được đưa vào hoạt động trở lại.
Vận may không trở lại với nó lần nữa, khi vào ngày 18 tháng 8 năm 1944 ở ngoài khơi mũi Bolinao, Luzon, trong khi hộ tống một đoàn tàu vận tải hướng đến Manila, Taiyō trúng phải một ngư lôi phóng từ tàu ngầm USS Rasher. Cú đánh trúng đã khiến các hầm xăng máy bay và dầu trên con tàu phát nổ, và Taiyō bị chìm trong vòng 26 phút với rất ít người sống sót.

## Danh sách thuyền trưởng
- Shizue Ishii (sĩ quan trang bị trưởng): 1 tháng 5 năm 1941 - 11 tháng 8 năm 1941
- Kanichi Takatsugu (sĩ quan trang bị trưởng): 11 tháng 8 năm 1941 - 1 tháng 9 năm 1941
- Kanichi Takatsugu: 1 tháng 9 năm 1941 - 24 tháng 10 năm 1942
- Tarohachi Shinoda: 24 tháng 10 năm 1942 - 29 tháng 5 năm 1943
- Takamatsu Matsuda: 29 tháng 5 năm 1943 - 17 tháng 11 năm 1943
- Toshiro Matsuno: 17 tháng 11 năm 1943 - 15 tháng 2 năm 1944
- Akitomo Beppu: 15 tháng 2 năm 1944 - 20 tháng 3 năm 1944
- Shuichi Sugino: 20 tháng 3 năm 1944 - 18 tháng 8 năm 1944